# Alexandr I. Karađorđević
Alexandr I. Karađorđević (srbsky Александар I Карађорђевић, 16. prosince 1888, Cetinje – 9. října 1934, Marseille) byl druhým králem Jugoslávie (v letech 1921–1929 nazývané Království Srbů, Chorvatů a Slovinců) od roku 1921 až do své smrti.

## Vláda
Alexandr byl až druhým synem srbského krále Petra I., jeho starší bratr Jiří Karađorđević však byl nucen vzdát se následnictví poté, co v záchvatu vzteku ubil svého sluhu. Alexandr byl od roku 1914 regentem Srbska během první světové války a vrchním velitelem srbských vojenských sil. Během první balkánské války a druhé balkánské války byl velitelem První armády a zaznamenal řadu vítězství. Po smrti svého otce v roce 1921 zdědil trůn mezitím vytvořeného Království Srbů, Chorvatů a Slovinců. Jako monarcha se obával růstu vlivu Itálie a restaurace Rakousko-Uherska.
Během politické krize se 6. ledna 1929 ujal absolutní moci, změnil jméno státu na Království Jugoslávie a územně ho reorganizoval ve snaze rozrušit historické hranice, centralizovat moc a upevnit srbskou hegemonii ve státě.

## Atentát a smrt
V prosinci roku 1933 se ustašovci neúspěšně pokusili na krále při jeho návštěvě Záhřebu spáchat atentát. O rok později využili královu cestu do Francie. Atentát naplánoval sám Ante Pavelić. Teroristická skupina se spojila s VMRO. Ve Francii se atentátníci rozdělili na dvě skupiny: marseillskou, složenou z Bulhara z VMRO Vlada Černozemského a ustašovce Mija Kralja, a pařížskou, složenou z Ivana Rajiće a Zvonimira Pospišila. První skupina se měla pokusit zabít krále ihned po přistání v Marseille, druhá skupina byla v záloze pro případ, že by se atentát nepovedl. Při přistání lodi 9. října 1934 se Vladovi Černozemskému podařilo přiblížit k otevřenému automobilu, ve kterém král jel, a zastřelit jej. Při incidentu byl zbloudilou kulkou zabit i tehdejší francouzský ministr zahraničí Louis Barthou. Králův vrah, bulharský revolucionář Vlado Černozemski (rozený Veličko Dimitrov Kerin) byl francouzským policistou zabit na místě činu. Stopy atentátu vedly nejenom k Ustaše a VMRO, ale i k maďarské, italské a německé tajné službě, neboť vládám těchto států byla trnem v oku Alexandrova profrancouzská orientace, a tak měly zájem na jeho odstranění. Králova údajná poslední slova byla: "Střezte Jugoslávii!" Ve skutečnosti král nic takového neřekl.
Po jeho smrti se stal králem jeho teprve jedenáctiletý syn Petr II. Karađorđević, za něhož do jeho plnoletosti (1941) vládla tříčlenná regentská rada vedená jeho strýcem Pavlem Karađorđevićem, podle královy závěti.
Alexandr I. podporoval ČSR, přispěl například prostředky na výstavbu a vybavení pravoslavného chrámu Zesnutí přesvaté Bohorodice na Olšanských hřbitovech v Praze. Byl také odpůrcem Adolfa Hitlera.

## Rodina
8. června 1922 se oženil s Marií Hohenzollernskou, která mu porodila tři syny:
- Petr II. Jugoslávský (6. září 1923 – 3. listopadu 1970), poslední král Jugoslávského království, ⚭ 1944 Alexandra Řecká a Dánská (25. března 1921 – 30. ledna 1993)
- Tomislav Jugoslávský (19. ledna 1928 – 12. července 2000)
⚭ 1957 Markéta Bádenská (14. července 1932 – 15. ledna 2013)
⚭ 1982 Linda Mary Bonney (*22. června 1949)
- Ondřej Jugoslávský (28. června 1929 – 7. května 1990)
⚭ 1956 Kristýna Markéta Hesenská (10. ledna 1933 – 22. listopadu 2011)
⚭ 1963 Kira Melita z Leiningenu (18. července 1930 – 24. září 2005)
⚭ 1974 Eva Maria Andjelkovich (26. srpna 1926 – 13. prosince 2020)

## Galerie

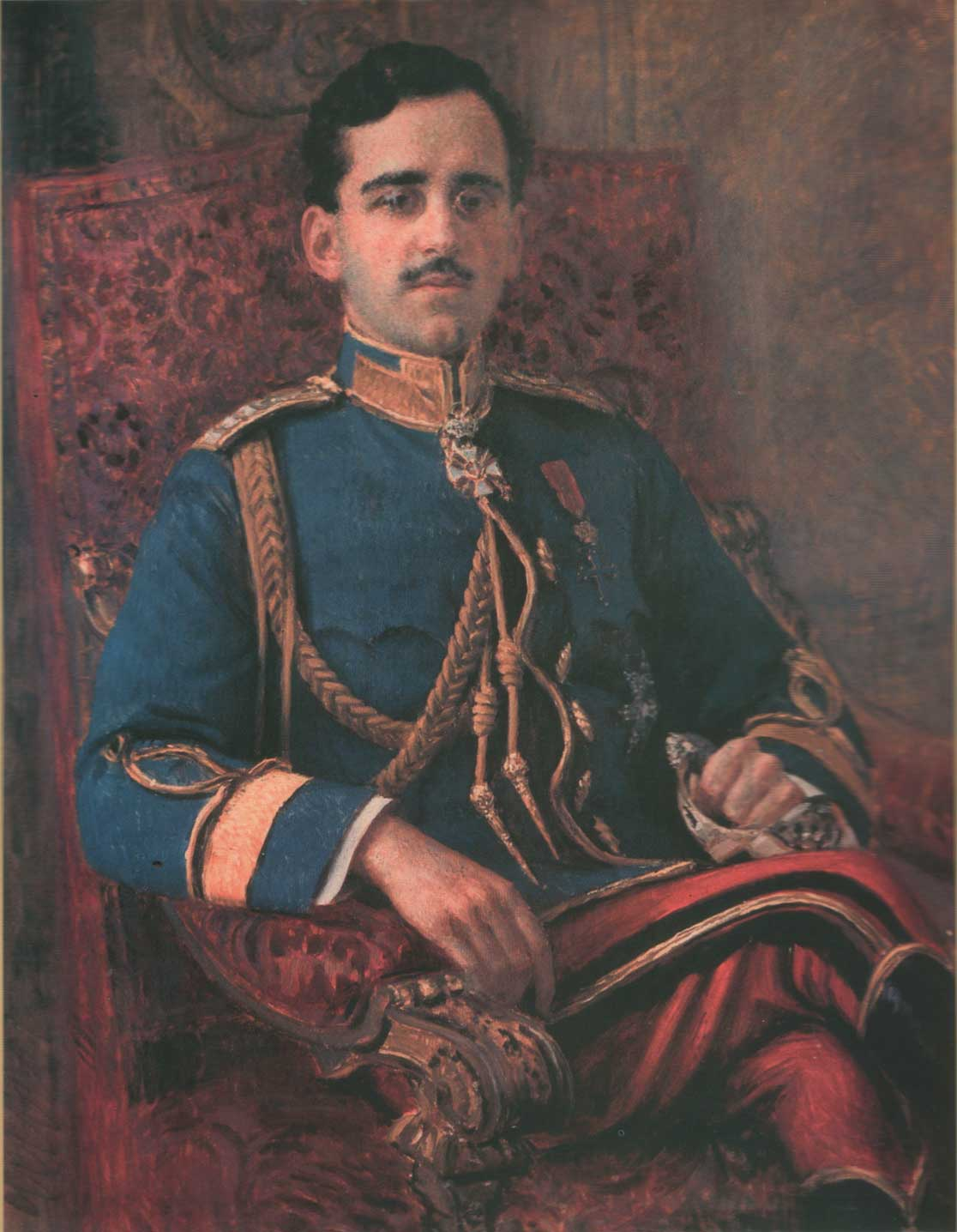
Králův portrét
- Video o atentátu na krále